# Нгунуэ, Клерви
Клерви Нгунуэ (англ. Clervie Ngounoue; род. 19 июля 2006, Вашингтон) — американская теннисистка. Победительница десяти турниров ITF (пять — в одиночном разряде).
Победительница трёх юниорских турниров Большого шлема: один в одиночном разряде (Уимблдонский турнир-2023) и два в парном разряде (Открытый чемпионат Австралии-2022, Открытый чемпионат Франции-2023); бывшая первая ракетка мира в юниорском рейтинге ITF (2023).

## Общая информация
Родилась 19 июля 2006 года в Вашингтоне, округ Колумбия, в США, у камерунских родителей. С раннего возраста она проявила талант к теннису, и её отец Эме Нгунуэ помог ей начать тренироваться.

## Спортивная карьера

### Юниорские турниры
В январе 2022 года выиграла парный титул на юниорском турнире Большого шлема — Открытом чемпионате Австралии, в паре с россиянкой Дианой Шнайдер.
В начале июня 2023 года выиграла ещё один юниорский парный титул на Открытом чемпионате Франции.
А в июле 2023 года выиграла юниорский титул в одиночном разряде Уимблдонского турнира, в финале обыграв чешку Николу Бартункову со счётом 6-2, 6-2.

### 2022—2023
В конце августа 2022 года Клерви дебютировала на взрослом турнире Большого шлема, получив wild card для участия в основной сетке парного разряда Открытого чемпионата США, где выступала в паре с соотечественницей Риз Брантмайер и проиграла во втором круге турнира опытной паре Николь Мелихар-Мартинес и Эллен Перес со счётом 7-6, 2-6, 2-6.
В конце августа 2023 года второй раз получила wild card для участия в основной сетке парного разряда Открытого чемпионата США, где вместе с соотечественницей Робин Монтгомери дошла до третьего круга и проиграла Лауре Зигемунд и Вере Звонарёвой (со счётом 4-6, 4-6) — в итоге ставшими финалистками этого турнира.
На этом же турнире Большого шлема впервые выступила в одиночном разряде, где в первом круге проиграла австралийке Дарье Сэвилл со счётом 0-6, 2-6.

### 2024—2025
В начале августа 2024 года вместе с соотечественницей Робин Монтгомери участвовала в парном разряде турнира Citi Open в Вашингтоне (США), где они в первом круге проиграли россиянкам Анастасии Потаповой и Яне Сизиковой со счётом 6-3, 6-7(5), [4:10].
В конце августа 2024 года в парном разряде Открытого чемпионата США вместе с соотечественницей Робин Монтгомери дошла до второго круга, где они проиграли Лауре Зигемунд и Беатрис Хаддад Майе со счётом 2-6, 2-6.

## Итоговое место в рейтинге WTA по годам
| Год  | Одиночный рейтинг | Парный рейтинг |
| 2024 | 325               | 198            |
| 2023 | 511               | 221            |
| 2022 | 600               | 367            |
| 2021 | —                 | 1130           |